# Бухарова, Гульнур Харуновна
Гульну́р Хару́новна Буха́рова (29 ноября 1960 года, д. Нижний Ташбукан Гафурийского района Башкирской АССР) — российский лингвист и фольклорист, доктор филологических наук (2010), профессор кафедры башкирского языка и методики его преподавания Башкирского государственного педагогического университета имени М. Акмуллы.

## Биография
После окончания средней школы поступила в Башкирский государственный университет, который окончила в 1984 году.
В 1978 году начала трудовую деятельность учителем в Кургашлинской средней школе Гафурийского района БАССР..
В 1988 году будущий учёный начала работать в Институте истории, языка и литературы УНЦ РАН.
В 1989 году начала работать в Башкирском государственном академическом театре драмы старшим редактором литературно-драматического отдела.
С 1990 года начала преподавать на факультете башкирской филологии Башкирского государственного педагогического института. В 1998 году защитила кандидатскую диссертацию «Башкирская мифотопонимия».
В 2009 году защитила диссертацию на соискание ученой степени доктора филологический наук. Тема диссертации «Башкирский народный эпос „Урал -батыр“: когнитивно-дискурсивный и концептуальный анализ».

## Научная деятельность
Научная деятельность Бухаровой Гульнур Харуновны посвящены проблемам когнитивной лингвистики, лингвокультурологии, ономастики, этимологии. Опубликовала более 130 научных трудов.

## Примечание
1. ↑  Академия Наук РБ. Дата обращения: 6 декабря 2019. Архивировано 6 декабря 2019 года.
2. ↑  [famous-scientists.ru/list/1222 Энциклопедия известные учёные]

## Ссылка
- Бухарова, Гульнур Харуновна // Башкирская энциклопедия / гл. ред. М. А. Ильгамов. — Уфа : ГАУН РБ «Башкирская энциклопедия», 2015—2024. — ISBN 978-5-88185-306-8.